# 安金
安金（1471年—1537年），字汝礪，號茱灣，直隸揚州府江都縣軍籍，山西太原府陽曲縣人，明朝政治人物。

## 生平
弘治五年（1492年）壬子科應天鄉試第十七名舉人，十八年（1505年）中式乙丑科會試第二百二十名，二甲第二十八名進士。正德三年（1508年）十月選授禮科給事中，七年（1512年）七月升吏科右給事中，九年（1514年）三月升吏科左給事中，五月升兵科都給事中，改吏科都給事中，十六年（1521年）二月升通政使司右通政、提督謄黃，嘉靖五年（1526年）三月升南京光祿寺卿，六年（1527年）三月考察致仕，十六年（1537年）十月卒，賜祭葬。

## 家族
曾祖安賜；祖父安貴；父安敬，承事郎。母李氏；繼母施氏。慈侍下。兄安玉（承事郎）。